# Lewogeka
Lewogeka is een bestuurslaag in het regentschap Flores Timur van de provincie Oost-Nusa Tenggara, Indonesië. Lewogeka telt 493 inwoners (volkstelling 2010).